# アウトバーン 60
アウトバーン 60（ドイツ語: Bundesautobahn 60, BAB 60 または A 60）はドイツの高速道路、アウトバーンの一路線である。
西のベルギー国境、ヴィンタシュペルト付近から東のリュッセルスハイム・アム・マインまで113 kmの路線を持つ地方道路である。
2つの区間に分断されている。それは以下の通りである。
- 西部：ベルギー国境 - ヴィットリヒ
- 東部：ビンゲン・アム・ライン - リュッセルスハイム・アム・マイン